# Jurat ash-Sham'a
Jurat ash-Sham'a (àrab: جورة الشمعة, Jūrat ax-Xamʿa) és una vila de la governació de Betlem, al centre de Cisjordània, situada 10 kilòmetres al sud de Betlem. Segons l'Oficina Central d'Estadístiques de Palestina (PCBS), tenia 1.877 habitants en 2016. L'assistència sanitària primària s'obté a Beit Fajjar on el Ministre de Salut de l'Autoritat Nacional Palestina ha classificat les instal·lacions assistencials com a nivell 3.
Des de la Guerra dels Sis Dies el 1967, la ciutat ha estat sota l'ocupació israeliana. La població del cens de 1967 realitzada per les autoritats israelianes va ser de 263 habitants.